# Orehovec (Sveti Petar Orehovec)
Orehovec es una localidad de Croacia en el municipio de Sveti Petar Orehovec, condado de Koprivnica-Križevci.

## Geografía
Se encuentra a una altitud de 191 m s. n. m. a 62 km de la capital nacional, Zagreb.

## Demografía
En el censo 2011, el total de población de la localidad fue de 101 habitantes.
| Gráfica de población de Orehovec 1857-2011                          |
|                                                                     |
| Según los censos de población de la oficina estadística de Croacia. |